# James Andrew Beall

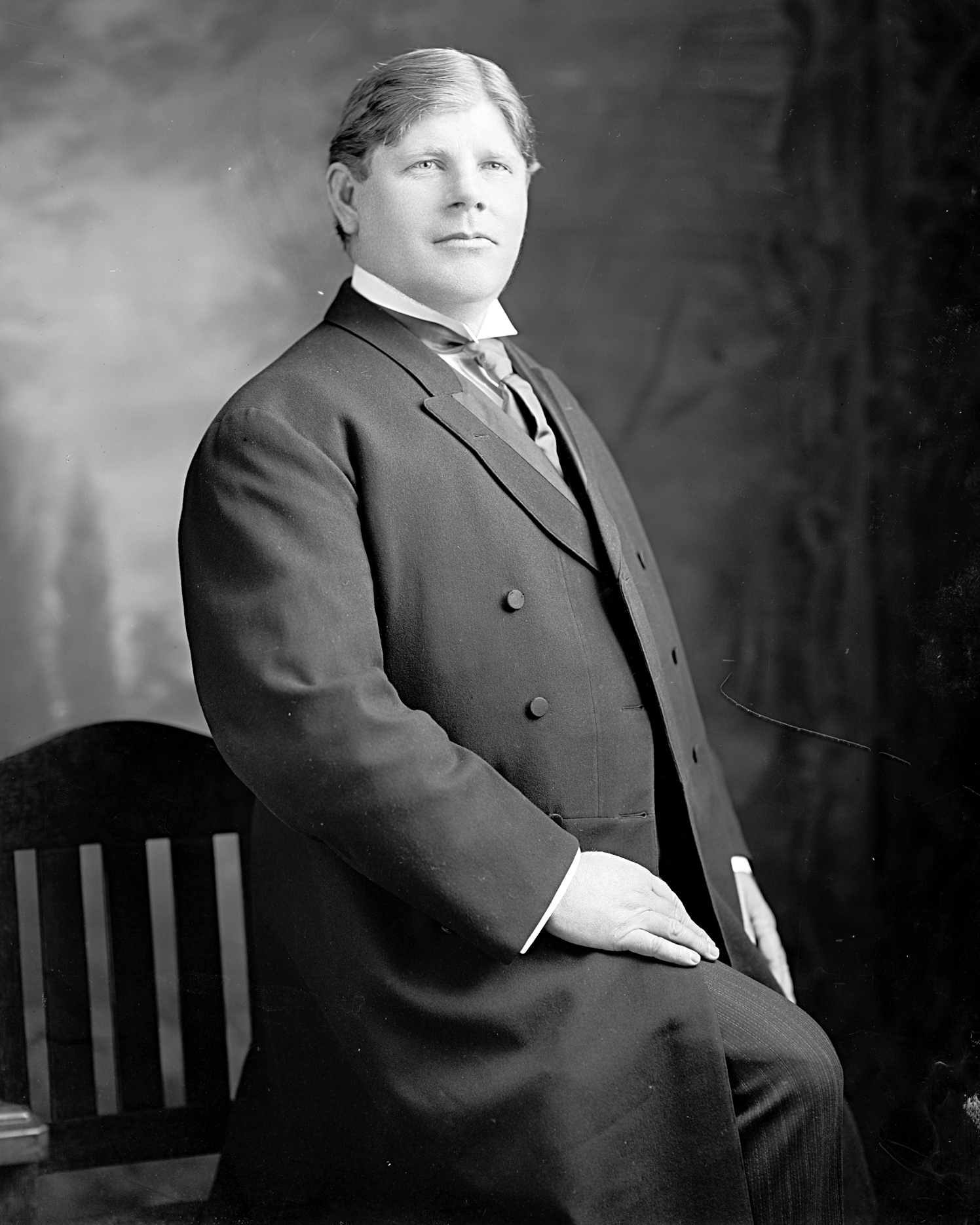
James Andrew Beall

James Andrew Beall (* 25. Oktober 1866 bei Midlothian, Texas; † 12. Februar 1929 in Dallas, Texas) war ein US-amerikanischer Politiker. Zwischen 1903 und 1915 vertrat er den Bundesstaat Texas im US-Repräsentantenhaus.

## Werdegang
James Beall besuchte die öffentlichen Schulen seiner Heimat. In den Jahren 1884 und 1885 unterrichtete er selbst als Lehrer. Nach einem anschließenden Jurastudium an der University of Texas in Austin und seiner 1890 erfolgten Zulassung als Rechtsanwalt begann er im Ellis County in diesem Beruf zu arbeiten. Gleichzeitig schlug er als Mitglied der Demokratischen Partei eine politische Laufbahn ein. Von 1892 bis 1895 war er Abgeordneter im Repräsentantenhaus von Texas; zwischen 1895 und 1899 gehörte er dem Staatssenat an.
Bei den Kongresswahlen des Jahres 1902 wurde Beall im fünften Wahlbezirk von Texas in das US-Repräsentantenhaus in Washington, D.C. gewählt, wo er am 4. März 1903 die Nachfolge von Choice B. Randell antrat. Nach fünf Wiederwahlen konnte er bis zum 3. März 1915 sechs Legislaturperioden im Kongress absolvieren. Im Jahr 1913 wurden der 16. und der 17. Verfassungszusatz ratifiziert. Zwischen 1911 und 1913 war Beall Vorsitzender des Ausschusses zur Kontrolle der Ausgaben des Justizministeriums. Im Jahr 1914 verzichtete er auf eine weitere Kandidatur.
Nach dem Ende seiner Zeit im US-Repräsentantenhaus praktizierte James Beall als Anwalt in Dallas. Außerdem wurde er im Bankgeschäft tätig. Seit 1921 war er Präsident der Firma Texas Electric Railway. Er starb am 12. Februar 1929 in Dallas, wo er auch beigesetzt wurde.